# Ernesto Remani
Ernesto Remani, nascido Ernst Rechenmacher (Merano, 6 de fevereiro de 1906 — Frankfurt am Main, 12 de dezembro de 1966), foi um realizador de cinema italiano.
Adepto inicialmente aos ideais fascistas, italianizou seu nome para Ernesto Remani. No Brasil destacou-se por ser o primeiro diretor a criar um filme colorido no país com a comédia Destino em Apuros de 1953.

## Filmografia
Como diretor (como Ernesto Remani)
- 1947: L'isola del sogno
- 1952: El gaucho y el diablo (filme argentino)
- 1954: Destino em apuros
- 1956: Sob o Céu da Bahia
- 1957: Die Schönste

Como diretor assistente
- 1931: Berge in Flammen
- 1934: Gold
- 1935: Vergiß mein nicht
- 1936: Der Favorit der Kaiserin
- 1936: Ave Maria
- 1936: Du bist mein Glück
- 1937: Die Stimme des Herzens
- 1937: Millionäre
- 1938: Der Mann, der nicht nein sagen kann
- 1938: Der Hampelmann
- 1939: Der singende Tor

Como produtor
- 1941: Hauptsache glücklich
- 1943: Die schwache Stunde
- 1944: Es fing so harmlos an

## Prémios e nomeações
- Festival de Cannes: nomeado para Grande Prémio Técnico, por Sob o Céu da Bahia (1956).